# Jerry Springer
Gerald Norman (Jerry) Springer (Londen, 13 februari 1944 – Chicago, 27 april 2023) was een Amerikaanse televisie- en radiopresentator en politicus. Hij presenteerde zijn eigen praatprogramma en radioprogramma en was tot zijn overlijden actief lid van de Democratische Partij.

## Biografie
Springers ouders waren afkomstig uit het oosten van Duitsland, uit de buurt van Stettin. In de jaren dertig ontvluchtten zij de nazi's vanwege hun Joodse afkomst; ze kwamen terecht in Engeland. Jerry werd geboren tijdens de Tweede Wereldoorlog in het metrostation Highgate. Toen Jerry vijf jaar was vertrok de familie Springer met de RMS Queen Mary naar de Verenigde Staten. Hij groeide daar op in Queens (New York). In 1968 studeerde hij af in de rechten aan de Northwestern University, waarna hij meewerkte aan de presidentscampagne van Robert F. Kennedy. Na diens dood ging Springer bij een rechtsbijstandbureau in Cincinnati werken.

## Politiek
In 1971 werd Jerry Springer gekozen voor de gemeenteraad van Cincinnati. Hij bekleedde die functie vijf jaar, met een onderbreking van bijna één jaar nadat was ontdekt dat hij seks had gehad met een prostituee. In 1977, op drieëndertigjarige leeftijd, deed hij mee aan de burgemeestersverkiezingen in Cincinnati. Met de meeste stemmen in de geschiedenis van de stad werd hij gekozen tot de nieuwe burgemeester.

### Verkiezingen 2004
In 2004 besloot Jerry Springer opnieuw mee te doen aan de gouverneursverkiezingen van Ohio, als Democraat. Op een persconferentie deelde hij wel mee zijn televisie- en radioprogramma niet te willen opgeven voor een politieke carrière. Zijn kansen werden van tevoren hoog ingeschat, maar hij strandde als derde bij de Democratische voorverkiezingen. In 2004 werd hij wel Democraat van het Jaar vanwege zijn inzet voor de Democratische Partij.

## Mediawerk
In 1982 deed Jerry Springer mee aan de verkiezingen voor de nieuwe gouverneur van de staat Ohio. Nadat hij derde was geworden, werd hij verslaggever en nieuwslezer van de televisiezender NBC, afdeling Cincinnati. Het nieuwsprogramma had de laagste kijkcijfers van alle zenders in de regio. Door hem werd het programma een echte televisiehit. Hij werd al snel de populairste nieuwslezer en verslaggever; hij won een Emmy Award. In 2007 en 2008 was Springer te zien als presentator van America's Got Talent.
Van 2019 tot 2022 fungeerde hij als televisie-rechter in het programma Judge Jerry. In 2022 uitgezonden in Nederland door SBS 9.

### The Jerry Springer Show
Op 30 september 1991 werd de eerste aflevering van The Jerry Springer Show uitgezonden. Het was een rustig praatprogramma, met vooral beroemdheden en het onderwerp politiek. Maar de kijkcijfers vielen tegen, waardoor er steeds meer controversiële onderwerpen en gasten aan bod kwamen. Al snel werd het programma een nationale hit en niet lang daarna ook een internationale. Familie- en burenruzies werden breed uitgemeten met tal van intieme details; geregeld gingen deelnemers met elkaar op de vuist. In juni 2018 kondigde de zender NBC na ruim vierduizend afleveringen aan te stoppen met de show.

### Radio
Vanaf 17 januari 2005 had Springer een eigen radioprogramma, Springer on the Radio, waarin hij iedere dag politieke onderwerpen behandelde en de discussie aanging met bellende luisteraars. In Nederland en België was het programma enkel te beluisteren via de website. Eind 2006 stopte Springer ermee nadat hij het te druk kreeg met andere activiteiten na zijn optreden in het ABC-programma Dancing with the Stars.

### Jerry Springer in Nederland
In 1996 speelde Springer een gastrol in de Nederlandse soap Goudkust, als zichzelf. Eind jaren negentig bracht Jerry Springer een bezoek aan Nederland. In 2001 maakte hij een antiracismespotje voor de Nederlandse televisie, waarin hij 'bekent': "Mijn programma is best stom, maar niet zo stom als racisme" (My show is pretty stupid, but not as stupid as racism). In 2014 was Springer te gast in het programma College Tour.

## Privé
Springer was 1973 tot 1994 getrouwd met Micki Velton met wie hij in 1976 een dochter kreeg.
Hij overleed op 79-jarige leeftijd aan kanker. Hij is begraven in Memorial Park Cemetery in Skokie.